# Roland Heintze
Roland Heintze (* 29. April 1973 in Hamburg) ist ein deutscher Politiker (CDU). Er war von 2004 bis 2015 Mitglied der Hamburgischen Bürgerschaft und von 2015 bis 2020 Vorsitzender der CDU Hamburg.

## Leben und Beruf
Der evangelisch-lutherische Heintze engagierte sich lange in der kirchlichen Kinder- und Jugendarbeit. Von 1991 bis 1992 war er zudem Landesvorsitzender der Schüler Union Hamburg. 1992 legte er das Abitur am Gymnasium Ohmoor ab und studierte anschließend Politikwissenschaft. Seit 1994 ist Roland Heintze Mitglied des Hamburger Wingolfs. Von Anfang 1997 bis Anfang 1998 war er Vorsitzender der Jungen Europäischen Föderalisten im Landesverband Hamburg. Als Stipendiat der Journalistischen Nachwuchsförderung der Konrad-Adenauer-Stiftung schloss er sein Studium 1999 als Diplom-Politologe ab.
Zwischen Herbst 1997 und Ende 1999 arbeitete Heintze als wissenschaftlicher Mitarbeiter eines CDU-Bürgerschaftsabgeordneten. Zeitgleich war er von Mitte 1995 bis Ende 2001 als freier Wirtschaftsjournalist für verschiedene Zeitungen tätig; darunter das Hamburger Abendblatt, Die Welt und die Financial Times Deutschland.
Dazu gründete er 1999 die Firma Top Advice Heintze&Partner und wurde 2002 Pressesprecher der Mummert Consulting AG. Seit 2003 ist er als geschäftsführender Gesellschafter der Mummert Communications GmbH tätig, die Anfang 2006 als PR-Agentur zur Faktenkontor GmbH umfirmierte, nun am Alten Elbpark residiert und 24 Mitarbeiter beschäftigt.
Berufsbegleitend arbeitete er an seiner Dissertation über E-Campaigning mit dem Thema „Die Rolle des Internets bei der Wahlkampagnenführung der Parteien in den Bundestagswahlkämpfen 2002 und 2005 : eine Nullmessung“ und promovierte 2013 an der Humboldt-Universität zu Berlin zum Dr. phil.

## Politik
Von 1994 bis 2002 war Heintze Mitglied des Ortsausschusses Lokstedt/Niendorf/Schnelsen sowie von 1998 bis Anfang 2004 Mitglied der Bezirksversammlung Eimsbüttel. In letzterer war er der Jugend- und Sozialpolitische Sprecher der CDU und deren stellvertretender Fraktionsvorsitzender.
Von 2004 bis 2006 war er Bundesvorsitzender der Lesben und Schwulen in der Union (LSU).
Bei der Hamburgischen Bürgerschaftswahl 2004 ist Heintze über den Landeslistenplatz 50 der CDU in die Hamburgische Bürgerschaft gewählt worden. Dort übernahm er die Fachsprecherfunktion für Neue Medien der CDU-Bürgerschaftsfraktion.
Nach der Änderung des Wahlrechts in Hamburg vertrat Heintze legitimiert durch die Bürgerschaftswahlen von 2008 und 2011 als direkt gewählter Abgeordneter den Wahlkreis Lokstedt – Niendorf – Schnelsen. In der Fraktion übernahm er die Fachsprecherfunktion für Europa und Internationales, bevor er im November 2009 Vorsitzender des Haushaltsausschusses wurde. Später wurde Heintze stellvertretender Fraktionsvorsitzender und Mitglied in den Ausschüssen Haushalt, Europa sowie Vermögen und öffentliche Unternehmen.
2014 trat Heintze als Spitzenkandidat der Hamburger CDU bei der Europawahl an, verpasste jedoch den Einzug in das Europäische Parlament.
Bei der Bürgerschaftswahl 2015 kandidierte Heintze auf Platz 2 der Landesliste und verpasste den Wiedereinzug in die Bürgerschaft, weil die CDU nur 15,9 Prozent der Stimmen und relativ viele Direktmandate erhielt.
Am 31. März 2015 wurde Heintze mit 92,5 Prozent der Stimmen zum Vorsitzenden der CDU Hamburg gewählt. Er trat damit die Nachfolge von Marcus Weinberg an, der nach der Bürgerschaftswahl sein Amt zur Verfügung gestellt hatte. Am 11. Juni 2016 wurde er mit 92,4 Prozent der Stimmen im Amt bestätigt und am 23. Juni 2018 mit 94,2 Prozent der Stimmen.
2019 trat Heintze erneut als Spitzenkandidat der Hamburger CDU bei der Europawahl an, verpasste jedoch wieder den Einzug in das Europäische Parlament.
Bei der Bürgerschaftswahl 2020 kandidierte Heintze auf Platz 3 der Landesliste und verpasste erneut den Einzug in die Bürgerschaft. Daraufhin verzichtete er auf eine erneute Kandidatur als Vorsitzender der Hamburger CDU.
Bei der Bundestagswahl 2025 kandidiert Heinze im Bundestagswahlkreis Hamburg-Eimsbüttel und auf Platz vier der CDU-Landesliste.

## Politische Positionen
Heintze setzt sich gegen ein Verbot von Tabakwerbung für Tabakprodukte ein, da eine Million Arbeitsplätze an der Tabakwerbung hängen würden. „Wir müssen klar machen, dass wir an der Seite des Standorts stehen. Das hat nichts mit Tabak zu tun.“